# Tribunal Penal Internacional para o Ruanda
Tribunal Penal Internacional para o Ruanda (nome oficial em francês: Tribunal pénal international pour le Rwanda, TPIR) é um tribunal internacional criado em novembro de 1994 pelo Conselho de Segurança das Nações Unidas para julgamento dos responsáveis pelo genocídio e outras violações das leis internacionais acontecidas no território nacional de Ruanda em 1994, causado por oficiais e cidadãos ruandenses entre 1 de janeiro e 31 de dezembro de 1994.
Em 1995, o tribunal foi sediado em Aruxa, na Tanzânia e a partir de 1998 suas atividades foram expandidas. A ONU determinou ao tribunal que completasse suas investigações até 2004, todas as atividades de julgamento em 2008 e encerrasse os trabalhos em 2010.
O Tribunal tem jurisdição sobre genocídio, crimes contra a humanidade e crimes de guerra, que são definidos como violações de artigos relativos a genocídios cometidos em conflitos internos, pela Convenção de Genebra. 
Em dezembro de 2008, o Tribunal condenou à prisão perpétua os três principais dirigentes do governo de etnia hutu, que massacrou 800 mil tutsis em 1994 : Theoneste Bagosora, Aloys Ntabakuze e Anatole Nsengiyumva.